# Lijst van afleveringen van The Goldbergs
Dit is een lijst van afleveringen van de Amerikaanse televisieserie The Goldbergs. De serie telt vier seizoenen.

## Overzicht
| Seizoen | Aantal afleveringen | Uitgezonden                     |  |
| ------- | ------------------- | ------------------------------- |  |
| 1       | 23                  | 24 september 2013 – 13 mei 2014 |  |
| 2       | 24                  | 24 september 2014 – 13 mei 2015 |  |
| 3       | 24                  | 23 september 2015 – 18 mei 2016 |  |
| 4       | -                   | 21 september 2016 – mei 2017    |  |

## Seizoen 1 (2013)
| Nr. | Titel                           | Regisseur            | Schrijver(s)                       | Uitzenddatum Verenigde Staten |  |
| --- | ------------------------------- | -------------------- | ---------------------------------- | ----------------------------- |  |
| 1 (1-01) | The Circle Of Driving           | Seth Gordon          | Adam F. Goldberg                   | 24 september 2013             |  |
| Barry kijkt uit naar zijn zestiende verjaardag en hoopt een auto te krijgen van zijn ouders. Maar hij krijgt een heel ander cadeautje en daar is Barry niet blij mee... |                                 |                      |                                    |                               |  |
| 2 (1-02) | Daddy Daughter Day              | Seth Gordon          | Adam F. Goldberg                   | 1 oktober 2013                |  |
| Adam probeert zijn moeder te overtuigen om zelf zijn kledij voor school te kiezen. Maar dat ziet Beverly niet zitten. Ondertussen verpest Erica een familie uitstapje... |                                 |                      |                                    |                               |  |
| 3 (1-03) | Mini Murray                     | Troy Miller          | Alex Barnow & Marc Firek           | 8 oktober 2013                |  |
| Barry leert een belangrijke les van zijn vader. Adam en Pops gaan samen naar een horrorfilm kijken, iets wat Beverly niet goedkeurt... |                                 |                      |                                    |                               |  |
| 4 (1-04) | Why're You Hitting Yourself?    | Jason Ensler         | Sally Bradford                     | 15 oktober 2013               |  |
| Adam en Barry ontdekken een 'geheim' kanaal op de televisie. Beverly bemoeit zich ondertussen met het liefdesleven van haar vader. |                                 |                      |                                    |                               |  |
| 5 (1-05) | The Ring                        | Seth Gordon          | Matt Tarses                        | 22 oktober 2013               |  |
| Wanneer de kinderen de garage opruimen, ontdekken ze een hoop liefdesbrieven van hun vader aan een vrouw genaamd Anita. Adam wordt verliefd op zijn buurmeisje en vraagt advies aan zijn grootvader. |                                 |                      |                                    |                               |  |
| 6 (1-06) | Who Are You Going to Telephone? | Victor Nelli         | Chris Bishop                       | 29 oktober 2013               |  |
| Beverly is teleurgesteld in haar kinderen: niemand van hen wil het Halloweenfeest met haar vieren. Pops is teleurgesteld in Adam nu hij liever met zijn vrienden het feest gaat vieren in plaats van met hem... |                                 |                      |                                    |                               |  |
| 7 (1-07) | Call Me When You Get There      | Michael Patrick Jann | Michael Weithorn                   | 5 november 2013               |  |
| Barry krijgt zijn rijbewijs, maar Beverly ziet het niet zitten dat haar zoon met de wagen rijdt en creëert enkele nieuwe regels voor Barry indien hij de wagen wil gebruiken. |                                 |                      |                                    |                               |  |
| 8 (1-08) | The Kremps                      | Victor Nelli         | Darlene Hunt                       | 12 november 2013              |  |
| De familie ontmoet hun nieuwe buren: De familie Kremps. Ze worden uitgenodigd op een barbecue, maar die loopt danig in het honderd. |                                 |                      |                                    |                               |  |
| 9 (1-09) | Stop Arguing and Start Thanking | Matt Sohn            | Lew Schneider                      | 19 november 2013              |  |
| Murrays broer komt langs om samen met de familie Thanksgiving te vieren. Adam en Barry spelen ondertussen een zelf uitgevonden spel (genaamd 'Ball Ball'), maar wanneer Barry vals speelt, krijgen de twee ruzie. |                                 |                      |                                    |                               |  |
| 10 (1-10) | Shopping                        | David Katzenberg     | Niki Schwartz-Wright               | 3 december 2013               |  |
| Erica vindt een baantje, waarop Beverly probeert korting te krijgen in de winkel waar ze werkt. |                                 |                      |                                    |                               |  |
| 11 (1-11) | Kara-te                         | Seth Gordon          | Andrew Secunda                     | 10 december 2013              |  |
| Op een talentenjacht op school wil Barry enkele karate passen laten zien, maar Beverly en Murray zien dat niet zitten en proberen hem van het idee af te brengen. Pops moedigt Erica aan om te zingen tijdens de talentenjacht. |                                 |                      |                                    |                               |  |
| 12 (1-12) | You're Under Foot               | Seth Gordon          | Michael J. Weithorn                | 7 januari 2014                |  |
| Beverly klaagt dat Pops te veel tijd doorbrengt met haar, waarop Murray voorstelt hem mee te pakken naar de meubelwinkel waar hij werkt. Adam geeft tegen zijn zin al zijn speelgoed weg, in de hoop dat hij voor het eerst een meisje zal kussen...                                                                                               |                                 |                      |                                    |                               |  |
| 13 (1-13) | The Other Smother               | Michael Patrick Jann | Stacey Harmon                      | 14 januari 2014               |  |
| Beverly is op zoek naar een universiteit voor Barry en Erica, maar clasht met Betsy Rubenstone in de zoektocht naar de geschikte school voor haar kinderen. Murray en Adam gaan ondertussen samen een film huren in de videotheek. |                                 |                      |                                    |                               |  |
| 14 (1-14) | You Opened the Door             | David Katzenberg     | Alex Barnow & Marc Firek           | 21 januari 2014               |  |
| Adam en Dana gaan naar het schoolbal. Hij probeert zijn moeder weg te houden van het evenement, maar dat blijkt makkelijker gezegd dan gedaan en hij roept de hulp in van zijn zus. Murray probeert ondertussen aan Barry uit te leggen waar de kindjes vandaan komen...                                                                           |                                 |                      |                                    |                               |  |
| 15 (1-15) | Muscles Mirsky                  | Claire Scanlon       | Matt Tarses                        | 4 februari 2014               |  |
| Beverly vertrouwt Erica niet en het komt tot een hoog oplopende ruzie tussen de twee. Ondertussen weet Adam niet meer hoe zich te gedragen ten opzichte van zijn beste vriendinnetje nadat Barry hem wijsmaakt dat mannen en vrouwen geen vrienden kunnen zijn.                                                                                    |                                 |                      |                                    |                               |  |
| 16 (1-16) | Goldbergs Never Say Die!        | David Katzenberg     | Adam F. Goldberg & Aaron Kaczander | 4 maart 2014                  |  |
| Adams favoriete film is The Goonies, en geïnspireerd door het verhaal gaat hij op zoek naar de vermiste juwelen van zijn grootmoeder. Ondertussen geeft Pops veel te veel geld uit en moet Beverly haar vader proberen in te tomen. |                                 |                      |                                    |                               |  |
| 17 (1-17) | Lame Gretzky                    | David Katzenberg     | Chris Bishop                       | 11 maart 2014                 |  |
| Adam probeert indruk te maken op zijn vader door ijshockey te spelen, maar de sport is niets voor hem en zijn moeder probeert haar man op andere gedachten te brengen. Erica krijgt de kans om te gaan studeren op een universiteit ver van huis, maar dat ziet Beverly niet zitten...                                                             |                                 |                      |                                    |                               |  |
| 18 (1-18) | For Your Own Good               | Victor Nelli         | Niki Schwartz-Wright               | 18 maart 2014                 |  |
| Beverly koopt een nieuwe zetel voor Murray, maar die is daar helemaal niet blij mee. Barry helpt Adam nadat hij gepest wordt op de bus. |                                 |                      |                                    |                               |  |
| 19 (1-19) | The President's Fitness Test    | Victor Nelli         | Chris Bishop & Aaron Kaczander     | 1 april 2014                  |  |
| Adam moet deelnemen aan de 'Presidentiële Fitness Test', maar ziet dat niet zitten en schakelt zijn moeder in. Barry probeert ondertussen indruk te maken op een pennenvriendin van Erica die op bezoek komt. |                                 |                      |                                    |                               |  |
| 20 (1-20) | You're Not Invited              | Michael Patrick Jann | Lew Schneider                      | 8 april 2014                  |  |
| Adam verjaart, en ziet het meest uit naar een kus van Dana, zijn vriendinnetje. Ondertussen zijn Murray en Pops bezeten door een televisie-uitzending over Al Capone... |                                 |                      |                                    |                               |  |
| 21 (1-21) | The Age of Darkness             | Roger Kumble         | Stacy Harman & Andrew Secunda      | 29 april 2014                 |  |
| Erica wordt gedumpt door haar vriendje en ze heeft enorm last van liefdesverdriet. Barry ontdekt een nieuw spelletje in de lokale arcadehal en is er meteen verslaafd aan. |                                 |                      |                                    |                               |  |
| 22 (1-22) | A Wrestler Named Goldberg       | Ken Marino           | Sally Bradford & Vanessa McCarthy  | 6 mei 2014                    |  |
| Barry gaat worstelen, maar mag dat van Murray en Pops niet aan zijn moeder vertellen. Adam kan zijn zus ondertussen overtuigen om samen naar de première te gaan van "Return of the Jedi". |                                 |                      |                                    |                               |  |
| 23 (1-23) | Livin' on a Prayer              | Claire Scanlon       | Chris Bishop & Adam F. Goldberg    | 13 mei 2014                   |  |
| Murrays oude record wordt verbroken op zijn oude middelbare school en wordt uitgenodigd door de school ter ere van het nieuwe record. Hij maakt er zichzelf echter belachelijk en keert al snel terug naar huis. Barry geeft ondertussen echter een feestje in het ouderlijk huis en probeert zichzelf populair te maken bij zijn schoolkameraden. |                                 |                      |                                    |                               |  |

## Seizoen 2 (2014)
| Nr. | Titel                              | Regisseur         | Schrijver(s)                        | Uitzenddatum Verenigde Staten |  |
| --- | ---------------------------------- | ----------------- | ----------------------------------- | ----------------------------- |  |
| 24 (2-01) | Love Is a Mixtape                  | Seth Gordon       | Alex Barnow                         | 24 september 2014             |  |
| Adam maakt een mixtape voor Dana nu ze elkaar een hele zomer niet gezien hebben. Maar Beverly vindt de tape en denkt dat Adam ze voor haar gemaakt heeft. Barry kan ondertussen een valse identiteitskaart bemachtigen en pocht ermee bij zijn vrienden op school... |                                    |                   |                                     |                               |  |
| 25 (2-02) | Mama Drama                         | David Katzenberg  | Marc Firek                          | 1 oktober 2014                |  |
| Adam wil de hoofdrol in de (school)musical Jesus Christ Superstar, maar is teleurgesteld wanneer hij een andere rol krijgt toebedeeld. Om hem te troosten maakt Beverly van hem de ster in een rivaliserende musical, maar het succes stijgt Adam al snel naar het hoofd en Beverly moet ingrijpen. Ondertussen verlaat Murray zowat elke sportwedstrijd vroeger, omdat hij het verkeer voor wil zijn- maar daar is Barry niet tevreden mee. |                                    |                   |                                     |                               |  |
| 26 (2-03) | The Facts of Bleeping Life         | Fred Savage       | Chris Bishop & Adam F. Goldberg     | 8 oktober 2014                |  |
| Barry en Adam sluiten een pact: geen enkel meisje zal ooit tussen hen komen. Maar dat loopt al snel verkeerd wanneer Barry indruk wil maken op Lainey. Beverly wil haar huwelijksgeloften vernieuwen en wanneer Murray ziet hoe belangrijk dit is voor haar, bedenkt hij een plannetje. |                                    |                   |                                     |                               |  |
| 27 (2-04) | Shall We Play a Game?              | David Katzenberg  | Niki Schwartz-Wright & Mac Marshall | 22 oktober 2014               |  |
| Adam zorgt ervoor dat Barry uit zijn eigen vriendengroep wordt gegooid en moet een plan bedenken om Barry terug in de groep te krijgen. Beverly is jaloers op Erica en haar 'coole' vriendinnen en wil indruk maken op haar. |                                    |                   |                                     |                               |  |
| 28 (2-05) | Family Takes Care of Beverly       | Lew Schneider     | Claire Scanlon                      | 29 oktober 2014               |  |
| Pops steekt per ongeluk zijn eigen woonst in brand en is genoodzaakt in te trekken bij de familie. Maar dat ziet Beverly eigenlijk niet zo goed zitten. Barry eist dat Erica een date regelt voor hem met haar vriendin Lainey. |                                    |                   |                                     |                               |  |
| 29 (2-06) | Big Baby Ball                      | David Katzenberg  | Mark Firek                          | 12 november 2014              |  |
| Adams sportleraar heeft de pik op hem, dus moet Beverly er wel tussenkomen en zorgt die ervoor dat Coach Meller ontslagen wordt. Barry heeft het er ondertussen moeilijk mee te accepteren dat Erica beter is dan hij in Trivial Pursuit. |                                    |                   |                                     |                               |  |
| 30 (2-07) | A Goldberg Thanksgiving            | Jay Chandrasekhar | Chris Bishop                        | 19 november 2014              |  |
| Het is Thanksgiving en Beverly en Erica sluiten een weddenschap af, die Erica ook wint en zij het feest kan doorbrengen bij haar vriendin- iets wat Beverly niet zomaar laat gebeuren. Oom Marvin komt op bezoek en Murray is geïrriteerd wanneer blijkt dat Murray en Adam goed overeenkomen. |                                    |                   |                                     |                               |  |
| 31 (2-08) | I Rode a Hoverboard                | Victor Nelli      | Robia Rashad                        | 3 december 2014               |  |
| Adam breekt zijn arm en verzint een smoesje hoe dit gebeurd is: hij zou van een hoverboard gevallen zijn. Maar die leugen dreigt al snel uit te komen, waardoor hij ruzie krijgt met zijn vriendin Emmy. Ondertussen gaat de hele familie eten in het nieuwe Chinese restaurant in de buurt- maar dat ziet Beverly niet zitten... |                                    |                   |                                     |                               |  |
| 32 (2-09) | The Most Handsome Boy on the Plane | David Katzenberg  | Matt Tarses                         | 10 december 2014              |  |
| Barry 'wordt ontdekt' als model- maar dat blijkt oplichterij te zijn, iets waar zijn zus Erica hem probeert voor te waarschuwen. Ondertussen gaan Murray, Adam en Emmy naar de bioscoop, alwaar ze Murrays vader tegenkomen. |                                    |                   |                                     |                               |  |
| 33 (2-10) | DannyDonnieJoeyJonJordan           | David Katzenberg  | Steve Basilone & Annie Mebane       | 7 januari 2015                |  |
| Murray valt over wat dozen in de garage en eist dat Beverly de rommel opruimt. Erica heeft moeite om haar spulletjes van haar favoriete band New Kids on the Block weg te gooien. Wanneer Barry en Adam ontdekken dat Erica een grote fan was/is, is het hek van de dam ... |                                    |                   |                                     |                               |  |
| 34 (2-11) | The Darryl Dawkins Dance           | Jay Chandrasekhar | Steve Basilone & Annie Mebane       | 14 januari 2015               |  |
| Om te vermijden dat Barry uitgaat met Lainey, vraagt Erica aan haar moeder een date te regelen voor haar zoon. Adam krijgt ondertussen ruzie met Pops. |                                    |                   |                                     |                               |  |
| 35 (2-12) | Cowboy Country                     | David Katzenberg  | Stacey Harman                       | 11 februari 2015              |  |
| Lainey en Barry zijn eindelijk samen, en willen dat hun vaders elkaar ontmoeten. Alles gaat goed, dat elk fan is van een rivaliserende sportclub. Adam probeert ondertussen indruk te maken op Dana. |                                    |                   |                                     |                               |  |
| 36 (2-13) | Van People                         | Victor Nelli      | Alex Barnow                         | 18 februari 2015              |  |
| Murray is boos omdat Erica geen benzine in de auto heeft gedaan. Dit escaleert al snel tot een oplopende ruzie en Erica & Barry besluiten om dan samen hun eigen auto te kopen- iets wat Beverly niet kan goedkeuren. Adam probeert ondertussen van zijn reputatie als 'brave jongen' af te geraken. |                                    |                   |                                     |                               |  |
| 37 (2-14) | Barry Goldberg's Day Off           | David Katzenberg  | Adam F. Goldberg                    | 25 februari 2015              |  |
| Barry doet alsof hij ziek is om een vrije dag te krijgen. Hij wil namelijk alles doen wat Ferris deed in de film Ferris Bueller's Day Off, maar dat loopt al snel in het honderd. |                                    |                   |                                     |                               |  |
| 38 (2-15) | Happy Mom, Happy Life              | Claire Scanlon    | Andrew Secunda                      | 4 maart 2015                  |  |
| Adam en Dana moeten voor school samen een namaak-baby opvoeden. Beverly komt zich al snel moeien, tot ergernis van Dana. Barry zijn vrienden vinden ondertussen dat hij veel te veel tijd doorbrengt met Lainey en vinden hiervoor steun bij ... Erica! |                                    |                   |                                     |                               |  |
| 39 (2-16) | The Lost Boy                       | David Katzenberg  | Josh Goldsmith & Cathy Yuspa        | 25 maart 2015                 |  |
| Murray en Adam gaan samen naar een baseball wedstrijd. Adam moet naar het toilet en Murray vindt dat hij oud genoeg is om alleen naar het toilet te gaan. Maar Adam loopt verloren. Beverly wil ondertussen met Barry en Erica naar de bioscoop (iets wat zij helemaal niet zien zitten) en vragen raad aan Pops... |                                    |                   |                                     |                               |  |
| 40 (2-17) | The Adam Bomb                      | Lew Schneider     | Chris Bishop                        | 1 april 2015                  |  |
| Lainey vindt dat Barry zijn broertje te veel plaagt. Barry belooft om ermee te stoppen, maar nadat Adam een 1 april grap bij hem uithaalt, ontploft Barry en neemt hij wraak op Adam door zijn camera te slopen. Ondertussen ontdekt Erica dat een van haar favoriete popsterren een optreden geeft in een lokaal winkelcentrum. |                                    |                   |                                     |                               |  |
| 41 (2-18) | I Drank the Mold!                  | Jon Corn          | Aaron Kaczander                     | 8 april 2015                  |  |
| Beverly organiseert een feestje voor Adam, en dat loopt al snel verkeerd wanneer een van de jongens bier meebrengt. Erica en Barry proberen ondertussen hun vader te overtuigen om een cd-speler te kopen. |                                    |                   |                                     |                               |  |
| 42 (2-19) | La Biblioteca Es Libros            | David Katzenberg  | Marc Firek                          | 15 april 2015                 |  |
| Adam buist op Spaans, maar volgens Beverly is dat niet de fout van haar zoon en gaat verhaal halen bij zijn lerares. Barry begint te werken als pizzakoerier en Murray is trots op zijn zoon- maar Erica is jaloers op de band tussen de twee. |                                    |                   |                                     |                               |  |
| 43 (2-20) | Just Say No                        | Victor Nelli      | Niki Schwartz Wright                | 15 april 2015                 |  |
| Erica en Murray hebben een verhitte discussie over de politiek en betrekken al snel Beverly hierin. Barry wil ondertussen deelnemen aan een televisieprogramma en Adam moet zijn auditievideo opnemen. |                                    |                   |                                     |                               |  |
| 44 (2-21) | As You Wish                        | David Katzenberg  | Alex Barnow                         | 22 april 2015                 |  |
| Als Beverly ontdekt dat twee leraars van de school van Barry en Erica single zijn, probeert ze de twee aan elkaar te koppelen- tot ergernis van haar kinderen. Adam vraagt Murray of hij een echt zwaard kan krijgen. |                                    |                   |                                     |                               |  |
| 45 (2-22) | Dance Party USA                    | David Katzenberg  | Andrew Secunda & Evan Turner        | 29 april 2015                 |  |
| Adam vergokt al zijn speelgoed op school en vraagt aan zijn moeder om hem te helpen. Erica en Lainey mogen meedoen aan een dansprogramma op televisie en Barry wil ook meedoen. |                                    |                   |                                     |                               |  |
| 46 (2-23) | Bill/Murray                        | David Katzenberg  | Chris Bishop & Josh Goldsmith       | 6 mei 2015                    |  |
| De vaders van Lainey en Barry worden bij de directeur van de school van hun kinderen geroepen: de twee kussen namelijk veel te veel in de gangen van de school. Beverly wil dat Adam een video maakt voor Erica, zodat ze auditie kan doen op de Juilliard School. |                                    |                   |                                     |                               |  |
| 47 (2-24) | Goldbergs Feel Hard                | David Katzenberg  | Adam F. Goldberg                    | 13 mei 2015                   |  |
| Erica mag op stage, en Beverly & Murray hebben het moeilijk afscheid te nemen van haar. Barry zegt tegen Lainey dat hij van haar houdt- maar ze zegt het niet terug. Adam krijgt slecht nieuws van Dana... |                                    |                   |                                     |                               |  |

## Seizoen 3 (2015)
| Nr. | Titel                            | Regisseur            | Schrijver(s)                       | Uitzenddatum Verenigde Staten |  |
| --- | -------------------------------- | -------------------- | ---------------------------------- | ----------------------------- |  |
| 48 (3-01) | A Kick-Ass Risky Business Party  | Seth Gordon          | Chris Bishop                       | 23 september 2015             |  |
| Barry, Erica en Lainey plannen een feestje met als thema de film 'Risky Business'. Maar dan gaat Beverly zich moeien en loopt alles in het honderd. Murray vindt dat Adam veel te veel tijd doorbrengt aan de telefoon met Dana. |                                  |                      |                                    |                               |  |
| 49 (3-02) | A Chorus Lie                     | David Katzenberg     | Marc Firek                         | 30 september 2015             |  |
| Adam speelt de hoofdrol in de schoolmusical 'A Chorus Line', maar dan slaat de puberteit toe en slaat zijn stem over. Barry probeert zijn broer te helpen en uiteindelijk moet Beverly haar zoon uit de nood helpen. Ondertussen weigert Erica naar een feestje te gaan omdat ze alle jongens dom vindt, tot ontsteltenis van Murray.                                                                                               |                                  |                      |                                    |                               |  |
| 50 (3-03) | Jimmy 5 is Alive                 | Lew Schneider        | Alex Barnow                        | 7 oktober 2015                |  |
| Murray koopt een robot voor Adam en probeert deze samen met hem in elkaar te steken. Maar de twee krijgen al snel ruzie. Barry wist per ongeluk een van zijn babyvideo's en probeert het bewijsmateriaal te verstoppen voor zijn moeder. |                                  |                      |                                    |                               |  |
| 51 (3-04) | I Caddyshacked the Pool          | David Katzenberg     | Stephen Basilone & Annie Mebane    | 14 oktober 2015               |  |
| Nu hij in de puberteit zit en zijn lichaam volop aan het veranderen is (en hij beschaamd is hierover), zoekt Adam allerlei excuses om niet te moeten deelnemen aan het schoolzwemmen. Erica geraakt geïnspireerd door de videoclip van 'We Are the World' en richt een 'Social Awareness Club' op op school. Barry wil ook lid worden, maar dat ziet Erica niet zitten en de twee krijgen al snel ruzie.                            |                                  |                      |                                    |                               |  |
| 52 (3-05) | Boy Barry                        | David Katzenberg     | David Guarascio                    | 21 oktober 2015               |  |
| Lainey ergert zich aan het gedrag van Barry en vraagt hulp aan Erica om dat gedrag van hem te veranderen. Ondertussen voelt Beverly zich bedreigd door de vriendschap van Murray en Bill. |                                  |                      |                                    |                               |  |
| 53 (3-06) | Couples Costume                  | Jay Chandrasekhar    | Andy Secunda                       | 28 oktober 2015               |  |
| Adam wil Halloween alleen doorbrengen met zijn vriendin Dana, tot ongenoegen van zijn moeder Beverly. Zij voelt zich gepasseerd door haar zoon en wil hem een lesje leren. |                                  |                      |                                    |                               |  |
| 54 (3-07) | Lucky                            | Lew Schneider        | Marc Firek                         | 11 november 2015              |  |
| Erica organiseert haar jaarlijks 'Troop Beverly Hills' pyjamafeestje, en Adam & zijn vrienden bespioneren zijn zus & haar vriendinnen via verborgen camera's. Maar Beverly betrapt de jongens, die op haar beurt wordt betrapt door Erica. Dit veroorzaakt spanningen en Erica vertrouwt haar moeder niet meer. Ondertussen gaan Pops, Barry en Adam naar een shoppingcentrum, alwaar een nieuwe dierenspeciaalzaak is open gegaan. |                                  |                      |                                    |                               |  |
| 55 (3-08) | In Conclusion, Thanksgiving      | Jay Chandrasekhar    | Dan Levy                           | 18 november 2015              |  |
| Beverly staat erop dat de hele familie dit jaar samen Thanksgiving viert, en dus ook de vader van Murray, met wie hij al lang geen contact meer heeft gehad. Erica en Barry willen beiden een speech geven tijdens het feest en dit doet de spanningen tussen de twee hoog oplopen. |                                  |                      |                                    |                               |  |
| 56 (3-09) | Wingmom                          | Lew Schneider        | Lew Schneider & Marty Schneider    | 2 december 2015               |  |
| Barry geraakt geïnspireerd door de film 'Top Gun' en schrijft zich in voor een trainingsprogramma van het leger. Hij moet hiervoor echter de toestemming krijgen van zijn ouders, en uiteraard weigert Beverly dit toe te staan. Maar zijn vader tekent het formulier toch en dat zorgt voor spanningen thuis. Ondertussen wonen Adam en Pops een presentatie bij over Timesharing.                                                 |                                  |                      |                                    |                               |  |
| 57 (3-10) | A Christmas Story                | Lew Schneider        | Lacey Marisa Friedman              | 9 december 2015               |  |
| Beverly wil de feestdagen anders aanpakken en organiseert een 'Super Chanoeka' dit jaar, tot ongenoegen van Pops. Ondertussen is Adam boos op zijn broer: die spendeert liever tijd met zijn vriendin Lainey dan met hem tijdens de vakantie. |                                  |                      |                                    |                               |  |
| 58 (3-11) | The Tasty Boys                   | Christine Gernon     | Steve Basilone & Annie Mebane      | 6 januari 2016                |  |
| Beverly wil haar keuken opnieuw inrichten, maar dat ziet Murray niet zitten. Barry en Adam zijn geïnspireerd door 'The Beastie Boys' en maken hun eigen versie van de band, genaamd 'The Tasty Boys', en ze gaan op zoek naar een derde groepslid. |                                  |                      |                                    |                               |  |
| 59 (3-12) | Baio and Switch                  | David Katzenberg     | Alex Barnow                        | 13 januari 2016               |  |
| Barry en Erica nemen beide deel aan een actie voor het goede doel en voor Beverly is dat het uitgelezen moment om met haar foto in de krant te komen. Adam vraagt zijn vriendin Emmy mee naar een schoolfeestje, maar dan staat ineens zijn echte vriendin Dana voor de deur... |                                  |                      |                                    |                               |  |
| 60 (3-13) | Double Dare                      | David Katzenberg     | Chris Bishop                       | 20 januari 2016               |  |
| Adam en Emmy ontdekken dat hun favoriete spelprogramma 'Double Dare' audities doet bij hen op school en ze schrijven zich in- maar niet samen, zoals Emmy had gehoopt. Ondertussen zijn Murray en Barry teleurgesteld dat hun favoriete sportteam de laatste tijd enkel nog verliest. |                                  |                      |                                    |                               |  |
| 61 (3-14) | Lainey Loves Lionel              | Jay Chandrasekhar    | Josef Adalian & David Guarascio    | 10 februari 2016              |  |
| Lainey wil niet dat Barry iets geks doet voor Valentijn en vraagt hem het klein te houden dit jaar. Maar Barry zou Barry niet zijn en hij laat zich inspireren door de videoclip van 'Hello' van Lionel Richie. Adam en zijn vrienden willen ondertussen naar de film 'Porky's' gaan kijken, maar moeten daarvoor de toestemming krijgen van hun ouders...                                                                          |                                  |                      |                                    |                               |  |
| 62 (3-15) | Weird Al                         | Jay Chandrasekhar    | Lauren Bans                        | 17 februari 2016              |  |
| Dana komt op bezoek en Adam plant een romantisch weekendje met haar. Maar dat loopt al snel fout wanneer Dana weinig interesse toont in de activiteiten die Adam gepland heeft. Ondertussen wil Barry een vrijwilliger worden op school- tot ergernis van zijn leerkrachten en Erica. |                                  |                      |                                    |                               |  |
| 63 (3-16) | Edward 'Eddie the Eagle' Edwards | Jonathan Corn        | Dan Levy                           | 24 februari 2016              |  |
| Barry wil 'Atleet van het jaar' worden op school en wil, net als Eddie 'The Eagle' Edwards, gaan schansspringen. Maar hij faalt al snel en zoekt een andere manier om 'Atleet van het jaar' te worden. Beverly ontdekt dat Murray het moeilijk heeft in de zaak en wil hem helpen, maar Murray is te trots en weigert haar hulp. |                                  |                      |                                    |                               |  |
| 64 (3-17) | The Dirty Dancing Dance          | David Katzenberg     | Adam F. Goldberg & David Guarascio | 2 maart 2016                  |  |
| Nadat ze beide de film 'Dirty Dancing' gezien hebben, willen Erica en Barry graag het volgende schoolfeestje inkleden met de film als thema. De directie ziet dit echter niet zitten, totdat Beverly zich ermee gaat moeien. |                                  |                      |                                    |                               |  |
| 65 (3-18) | 12 Tapes for a Penny             | David Katzenberg     | Steve Basilone & Annie Mebane      | 16 maart 2016                 |  |
| Adam schrijft zich in een 'muziekclub' en probeert zoveel mogelijk muziek te bestellen per post, maar Beverly verdenkt Erica ervan de muziek te bestellen en straft haar. Ondertussen probeert Barry Bill, de vader van Lainey, voor zich te winnen. |                                  |                      |                                    |                               |  |
| 66 (3-19) | Magic is Real                    | Jay Chandrasekhar    | Mark Firek                         | 23 maart 2016                 |  |
| Om indruk te maken op een meisje wil Adam goochelaar worden. Barry toont ondertussen weinig interesse in de examens op school, maar wanneer hij merkt dat zijn vriendin Lainey en al zijn vrienden er hard voor studeren, slaat Barry in paniek. |                                  |                      |                                    |                               |  |
| 67 (3-20) | Dungeons and Dragons, Anyone?    | David Katzenberg     | Andrew Secunda                     | 6 april 2016                  |  |
| Adam kan Coach Meller overtuigen om kapitein te worden van een ploeg tijdens de sportlessen. Hij verraadt hierbij zijn vrienden door de sterkste klasgenoten te kiezen voor zijn team en laat zijn vrienden links liggen. De strijd wordt dan maar beslecht door een spelletje Dungeons & Dragons. Ondertussen beslist Erica waar ze wil gaan studeren, maar dat stuit op tegenkanting van Murray en Beverly.                       |                                  |                      |                                    |                               |  |
| 68 (3-21) | Rush                             | Beth McCarthy-Miller | Alex Barnow                        | 13 april 2016                 |  |
| Beverly geeft Adam een trofee voor 'Beste Zoon', wat Barry jaloers maakt. Om het goed te maken geeft Beverly nu ineens al haar aandacht aan Barry en laat ze Adam links liggen. Ondertussen gaat Erica uit met een jongen die gek is van de band Rush, tot ongenoegen van haar vader Murray. |                                  |                      |                                    |                               |  |
| 69 (3-22) | Smother's Day                    | David Katzenberg     | Marc Firek                         | 4 mei 2016                    |  |
| Barry en Erica zijn Moederdag vergeten, en maken enkele 'Mama bonnen' voor de feestdag. Beverly is teleurgesteld in haar kinderen, maar neemt wraak door elke bon die ze gemaakt hebben te gebruiken. Ondertussen probeert Adam zijn vader te overtuigen om op 'ruimtekamp' te gaan... |                                  |                      |                                    |                               |  |
| 70 (3-23) | Big Orange                       | David Katzenberg     | Rob Lieber                         | 11 mei 2016                   |  |
| Beverly en Lainey vinden Barry's favoriete T-shirt allebei spuuglelijk en bedenken samen een plannetje om het onding te vernietigen. Wanneer het T-shirt daarna eindelijk verdwijnt, stuurt Barry zijn broer en zus op onderzoek uit. Ondertussen beslist Murray om de boomhut in de tuin te verwijderen, tot ongenoegen van Adam.                                                                                                  |                                  |                      |                                    |                               |  |
| 71 (3-24) | Have a Summer                    | David Katzenberg     | Adam F. Goldberg                   | 18 mei 2016                   |  |
| Adam en zijn vrienden maken zich zorgen over enkele overgangsrituelen op zijn school, waarbij de oudere studenten de jongere 'welkom' heten op school. Ondertussen discussiëren Erica en haar vrienden over wat ze in de tijdscapsule van de school gaan steken nu ze afstuderen... |                                  |                      |                                    |                               |  |

## Seizoen 4 (2016)
| Nr. | Titel                              | Regisseur         | Schrijver(s)    | Uitzenddatum Verenigde Staten |  |
| --- | ---------------------------------- | ----------------- | --------------- | ----------------------------- |  |
| 72 (4-01) | Breakfast Club                     | David Katzenberg  | Marc Firek      | 21 september 2016             |  |
| Adam probeert aan zijn persoonlijkheid te werken nu hij naar het middelbaar onderwijs gaat. Ondertussen behaalt Beverly het diploma om te kunnen lesgeven - en dat loopt al snel fout wanneer ze haar eigen kinderen een strafstudie geeft ... |                                    |                   |                 |                               |  |
| 73 (4-02) | I Heart Video Dating               | Peter B. Ellis    | Alex Barnow     | 28 september 2016             |  |
| Erica en Lainey zoeken een date voor Bill. Ze huren Adam in om een datingvideo van hem te maken, maar Beverly is ervan overtuigd dat ze een vriendin kan vinden voor Bill 'op de ouderwetse manier'. Ondertussen beslist Barry dat hij gymleraar wil worden en mag hij de assistent worden van Coach Mellor. |                                    |                   |                 |                               |  |
| 74 (4-03) | George! George Glass!              | Joanna Kerns      | Aaron Kaczander | 5 oktober 2016                |  |
| Erica en Adam nemen 2 bekende tv-sterren als hun favoriete 'crushes'. Adam speelt een spelletje paintball, maar hij wordt geraakt op enkele tere plaatsen. Ondertussen mist Beverly een concert van The Beach Boys door de schuld van Murray. |                                    |                   |                 |                               |  |
| 75 (4-04) | Crazy Calls                        | Lew Schneider     | Steve Basilone  | 12 oktober 2016               |  |
| Er ontstaat een strijd tussen Murray en Pop-Pop nu ze beiden een antwoordapparaat installeren. De kinderen proberen de ruzie te stoppen. Ondertussen vindt Adam een plek om te kunnen eten tijdens de lunch op school (tussen de 'geeks' en de 'nerds' in het computerlokaal), maar Beverly wil niet dat haar zoon als geek of nerd wordt aanzien en probeert hier een stokje voor te steken. |                                    |                   |                 |                               |  |
| 76 (4-05) | Stevie King                        | David Katzenberg  | Chris Bishop    | 26 oktober 2016               |  |
| Adam is verzot op de boeken van Stephen King en hij probeert zijn eigen horrorverhaal te schrijven. Beverly ontdekt dat zij 'het monster' is in zijn verhaal en is boos op hem: ze verplicht hem binnen te blijven tijdens Halloween en zijn verhaal te herschrijven. Ondertussen is Erica op zoek naar een date voor een Halloweenfeestje en wanneer ze er geen vindt, verplicht ze Barry om met haar mee te gaan. |                                    |                   |                 |                               |  |
| 77 (4-06) | Recipe For Death II: Kiss The Cook | Lew Schneider     | Brian Hennelly  | 9 november 2016               |  |
| Adam ontdekt dat zijn vader Murray van actiefilms houdt, en raapt al zijn moed bijeen om hem geld te vragen om zijn eigen actiefilm te maken. Maar dat loopt verkeerd wanneer Barry verdwijnt tijdens het filmen en er een merkwaardige vervanger invalt. Ondertussen gaan Erica en Beverly shoppen. De twee krijgen al snel ruzie, waarop Erica besluit haar eigen ensemble samen te stellen, die ze maakt van Beverlys truien. |                                    |                   |                 |                               |  |
| 78 (4-07) | Ho-ly K.I.T.T.                     | Lea Thompson      | Andrew Secunda  | 16 november 2016              |  |
| Murray en Oom Marvin zijn beiden grote fan van de series Knight Rider en gaan naar de Thanksgiving Parade kijken in Philadelphia om K.I.T.T. te kunnen zien. Adam is boos omdat hij niet mee mag en probeert ruzie te stoken tussen de twee. Barry laat ondertussen aan Beverly weten dat hij van plan is de feestdag op te delen, zodat hij ook bij Lainey kan zijn die dag. Daarop bedenkt Beverly een plannetje om Bill en Lainey bij haar uit te nodigen, maar dat loopt al snel verkeerd wanneer blijkt dat Bill een heel eigen idee heeft over hoe hij deze feestdag moet vieren. |                                    |                   |                 |                               |  |
| 79 (4-08) | The Greatest Musical Ever Written  | Lew Schneider     | Annie Mebane    | 30 november 2016              |  |
| Barry lacht Adam uit omdat hij wil acteren, maar wordt al snel jaloers wanneer blijkt dat Adam en zijn vriendin Lainey de hoofdrollen spelen in een stuk en elkaar daarin zullen kussen. Hij zet een plan op om de boel te saboteren, wat al snel leidt tot een ruzie met zijn broer. Ondertussen valt Beverly in voor een zieke leerkracht en moet ze ook lesgeven aan Erica... |                                    |                   |                 |                               |  |
| 80 (4-09) | Globetrotters                      | Richie Keen       | Adam Armus      | 7 december 2016               |  |
| Adam gaat kijken naar de Harlem Globetrotters en is meteen fan. Hij maakt een video waarin het lijkt alsof hij wint van Barry, die woest is en een herkansing eist. Ondertussen viert Murray zijn 50ste verjaardag en organiseert Beverly (zeer tegen zijn zin) een verrassingsfeestje voor hem. |                                    |                   |                 |                               |  |
| 81 (4-10) | Han Ukkah Solo                     | Joanna Kerns      | Dan Levy        | 14 december 2016              |  |
| Nadat ze ontdekt dat er slechts 1 Hanukkah liedje zal gezongen worden op het schoolfeest, wil Beverly dat Erica het perfecte Hanukkah lied schrijft voor dat feest. Erica grijpt de kans met beide handen, maar Barry is jaloers en probeert zijn eigen nummer te schrijven. Ondertussen worstelt Adam met het feit dat bepaalde films uit zijn jeugd eigenlijk niet zo goed zijn als hij zich kan herinneren. |                                    |                   |                 |                               |  |
| 82 (4-11) | O Captain! My Captain!             | Richie Keen       | Marc Firek      | 4 januari 2017                |  |
| Beverly valt in voor de leraar Chemie en ze hoopt haar studenten te inspireren, net zoals Mr. Keating deed in de film Dead Poets Society - tot grote ergernis van Barry. Ondertussen leest Adam een briefje voor van Emmy in zijn klas en brengt haar in verlegenheid. Hij gaat dan te rade bij Erica over hoe hij een betere vriend voor Emmy kan zijn. |                                    |                   |                 |                               |  |
| 83 (4-12) | Snow Day                           | Victor Nelli, Jr. | Lauren Bans     | 4 januari 2017                |  |
| Door de hevige sneeuwval moeten de kinderen niet naar school. Barry en Adam ontdekken dat Murray angst heeft voor sneeuw en ze proberen al snel dit in hun voordeel om te buigen. Ondertussen vindt Beverly Ericas aanvragen voor universitaire studies en veroorzaakt het een conflict tussen de twee. |                                    |                   |                 |                               |  |